# SN 2003ev
SN 2003ev – supernowa typu Ic odkryta 1 czerwca 2003 roku w galaktyce A131031-2139. W momencie odkrycia miała maksymalną jasność 18,50m.